# August

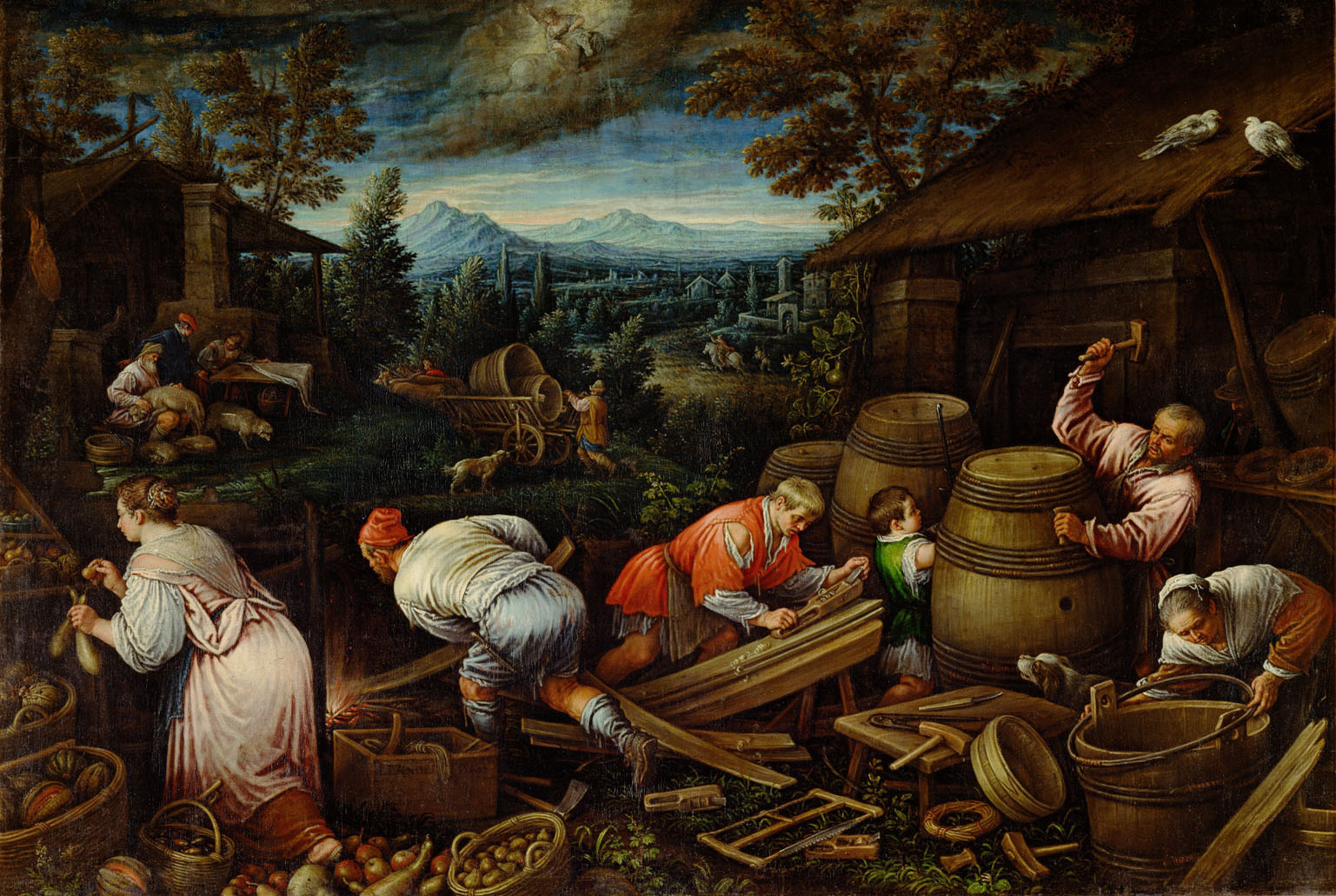
Der August von Leandro Bassano.

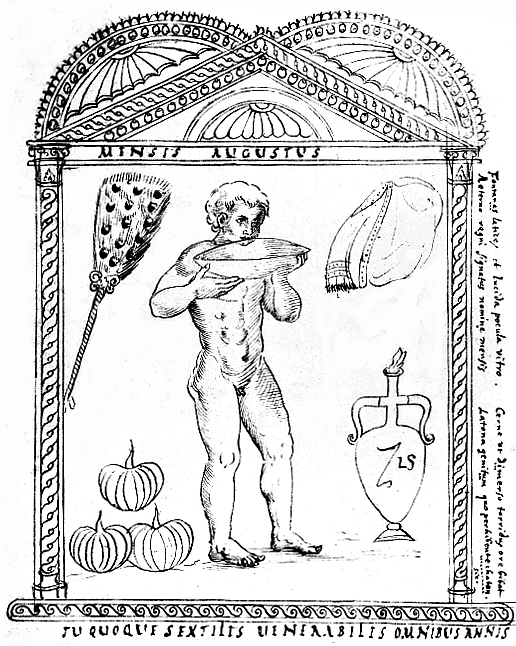
Der Monat August im Chronograph von 354 des spätantiken Kalligraphen Filocalus.

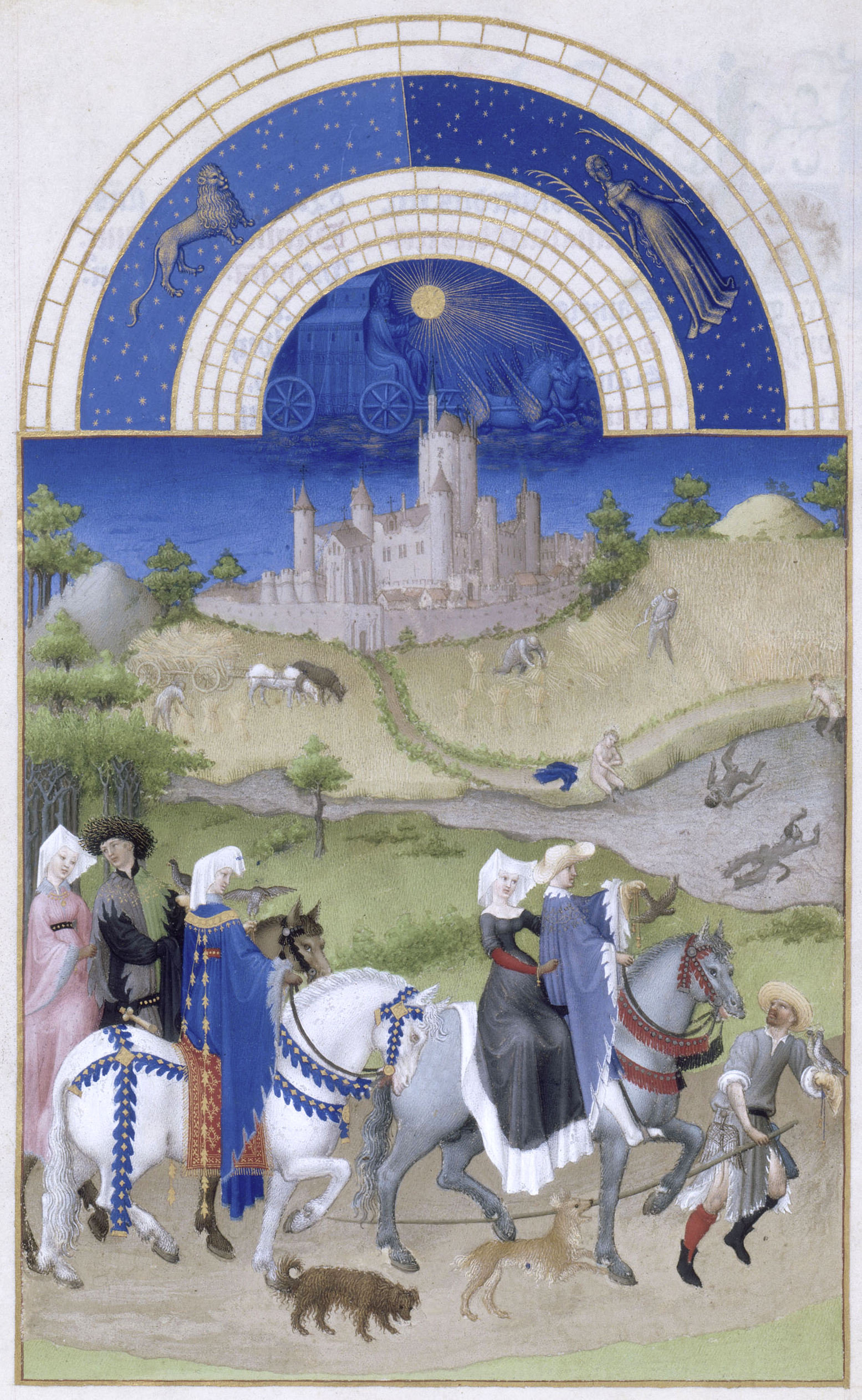
Monatsbild August aus den Très Riches Heures. Es zeigt den Ausritt einer eleganten Gesellschaft zur Falkenjagd. Die lange Stange, die der Falkner mit sich führt, diente zum Aufschrecken der Beutevögel.

Der August (Betonung auf zweiter Silbe [aʊ̯ˈɡʊst]; Erntemonat, Ährenmonat, Sichelmonat, Ernting; lateinisch augustus) ist der achte Monat des Jahres im gregorianischen Kalender.

## Entstehung

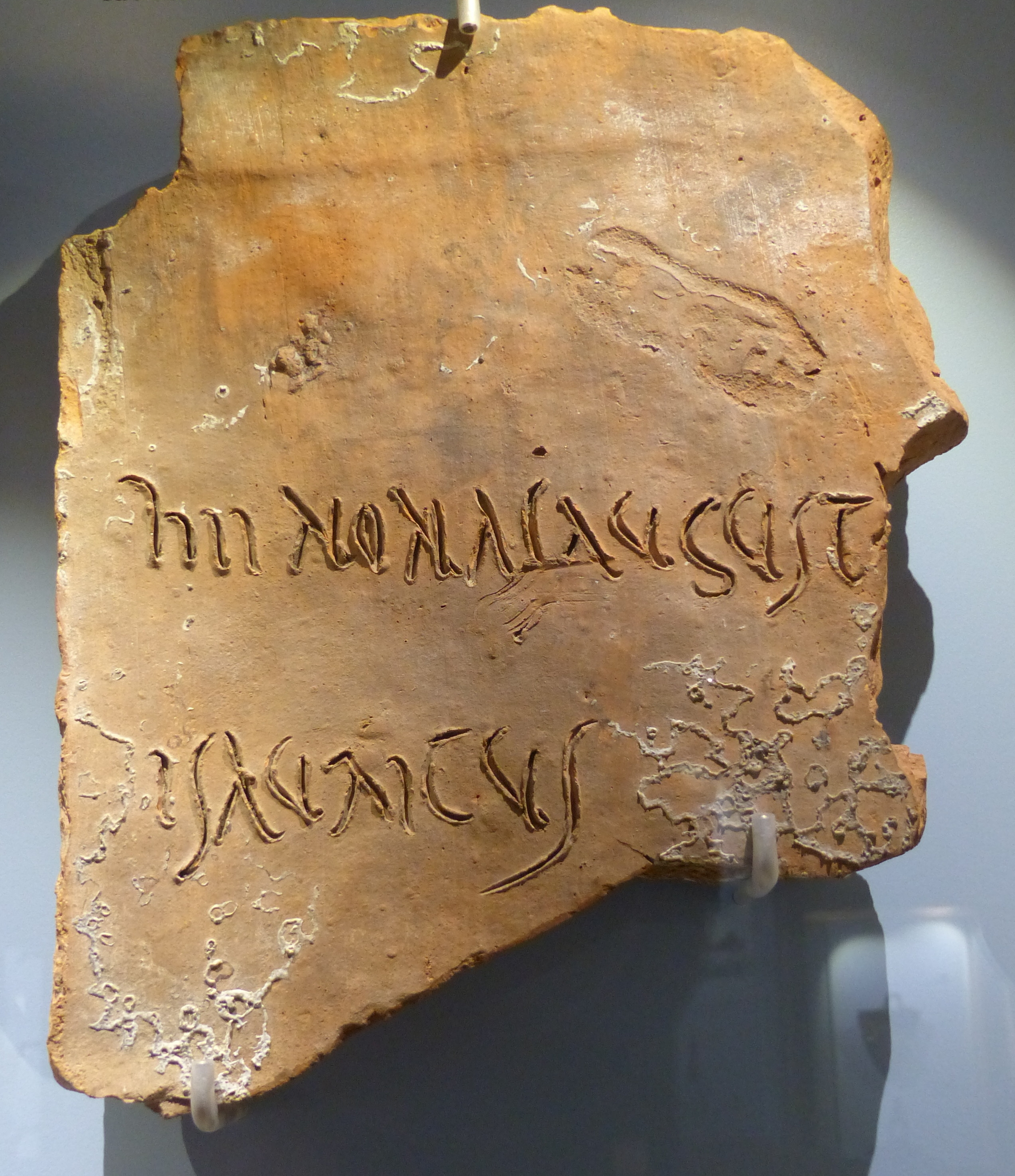
Datumsangabe IIII NONAS AVGVSTAS (2. August) aus dem Legionslager in Enns (OÖ)

Der August hat 31 Tage und wurde im Jahre 8 v. Chr. nach dem römischen Kaiser Augustus benannt, da er in diesem Monat sein erstes Konsulat angetreten hatte. Unter Kaiser Commodus (Kaiser von 180 bis 192) wurde der Name des Monats ihm zu Ehren vorübergehend in Commodus geändert, nach dem Tod des Kaisers erhielt der Monat seinen alten Namen zurück.

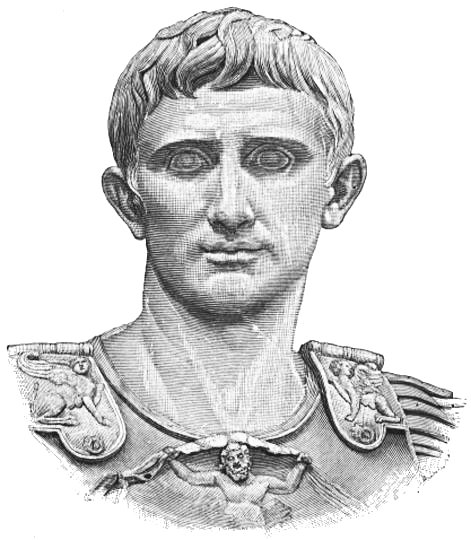
Kaiser Augustus

Im römischen Kalender war der Augustus ursprünglich der sechste Monat und hatte vor seiner Umbenennung den Namen Sextilis (lat. sextus ‚der sechste‘), ausgehend vom Jahresbeginn im März. Im Jahr 153 v. Chr. wurde der Amtsantritt der römischen Konsuln und damit zugleich der Beginn des Kalenderjahres allerdings auf den 1. Januar verlegt, doch blieben die alten Monatsnamen üblich (siehe auch September oder November).
Der Sextil hatte ursprünglich 29 Tage und bekam erst durch Julius Caesars Kalenderreform 31 Tage. Die Reihenfolge der Tagesanzahl der folgenden Monate September, Oktober, November und Dezember (31 und 30 Tage) wurde umgekehrt, da andernfalls drei Monate (Juli bis September) mit je 31 Tagen unmittelbar aufeinander gefolgt wären. Unter Augustus, dem Begründer des römischen Kaisertums, wurde der Monat Sextilis dann in Augustus umbenannt. Da dieser Kaiser über Jahrhunderte hinweg Bezugspunkt aller römischen Herrscher blieb, die zudem bis ins 7. Jahrhundert den Titel Augustus trugen, setzte sich diese Umbenennung mit der Zeit durch. Die oft zu hörende Behauptung, der Monat August wäre in Caesars ursprünglichem Reformkalender nur 30 Tage lang gewesen und wäre nur deshalb auf 31 Tage verlängert worden, um dem nach Julius Caesar benannten Monat Juli nicht nachzustehen, hat sich als Legende erwiesen.
Der August beginnt in Schaltjahren stets mit dem gleichen Wochentag wie der Februar. In Gemeinjahren beginnt jedoch kein anderer Monat mit demselben Wochentag wie der August. Der männliche Vorname August wird im Gegensatz zum Monatsnamen auf der ersten Silbe betont.

## Feier- und Gedenktage
Der Bundesfeiertag am 1. August ist als Schweizer Nationalfeiertag ein gesetzlicher Feiertag.
Mariä Himmelfahrt am 15. August ist in ganz Österreich, in einigen Kantonen der Schweiz, im Saarland und in den überwiegend katholischen Gemeinden Bayerns ein gesetzlicher Feiertag. Er ist auch als Staatsfeiertag der Nationalfeiertag von Liechtenstein.
Zudem ist das Friedensfest am 8. August in der Stadt Augsburg ein gesetzlicher Feiertag. Im übrigen deutschsprachigen Raum ist der August ohne Feiertage.

## Klima
Der weltweit wärmste August wurde sowohl im Jahr 2023 als auch Jahr 2024 verzeichnet, da die globale Monatsmitteltemperatur in beiden Jahren bei 16,82 °C lag.